# Актасти (Єскельдинський район)
Актасти́ (каз. Ақтасты) — село у складі Єскельдинського району Жетисуської області Казахстану. Входить до складу Кайнарлинського сільського округу.
До 2000 року село називалось Білокаменка.
Населення — 280 осіб (2021; 306 у 2009, 302 у 1999, 328 у 1989).